# アルビレックス新潟プノンペン
アルビレックス新潟FCプノンペン（アルビレックスにいがたFCプノンペン）は、かつて存在したカンボジアのサッカークラブ。アルビレックス新潟シンガポールの出資によりプノンペンを本拠地として活動していた。

## 概要
2014年、アルビレックス新潟シンガポール（Sリーグ）を運営するアルビレックス・シンガポール社が100%出資し、完全子会社として運営法人が設立された。前年、アルビレックス・シンガポール社は、スペインにアルビレックス新潟バルセロナ（カタルーニャ地域第4部リーグ）を設立しており、これが2例目の国外展開となる。
アルビレックス・プノンペンは「クラブの国際交流と日本のスポーツビジネスの世界輸出」をテーマとして設立されたが、シンガポールやバルセロナとは異なり、現地のカンボジア人選手を主体としていた。「日本流のトレーニングを採用することによってカンボジアのサッカーの普及を図るとともに、日本のスタイルのサッカークラブや社会貢献活動を通して、日本のスポーツビジネスのモデルを世界に紹介し、新たな輸出産業としての可能性を探っていく」との理想を掲げてスタートしたが、トップチームは1年で活動停止となった。

## 歴史
2013年5月、アルビレックス・シンガポール社代表の是永大輔がカンボジアを訪れた際に構想が生まれ、7月より開始されたカンボジアサッカー協会との交渉を経てリーグ参入が決定した。本来、新規参加クラブは3部リーグからのスタートとなるが、日本企業のスポンサー獲得等を考慮して1部リーグ参加が承認された。
2013年10月16日、アルビレックス・シンガポール社からクラブの設立とカンボジア・リーグへの参入が発表された。是永は2014年1月のインタビューで「カンボジア・リーグの外国人枠は5人、試合出場は3人までと定められているため、日本人選手の入団は4人程となる」との見通しを話した。参入初年度のメンバーには、アルビレックス・シンガポールでもプレーした佐瀬達也らが名を連ねた。
カンボジア・リーグの開幕戦は2014年1月25日に行われた。アルビレックス・プノンペンはこのクラブ初の公式戦でボーウング・ケット・ラバーフィールドと対戦し、4対1で敗れた。このまま開幕後6連敗を喫け、結局リーグ戦は2勝4分け16敗の最下位。プレーオフに勝利して1部残留を決めた。
2015年3月19日、トップチームの活動停止が発表された。今後もスクール事業は継続される。